# Hazy Osterwald
Hazy Osterwald, né Rolf Erich Osterwalder le 18 février 1922 à Berne, et mort le 26 février 2012 à Lucerne, est un musicien et chanteur suisse, connu principalement grâce à son groupe de jazz, le « Hazy Osterwald Sextett », fondé en 1949 et qui exista pendant plus de 25 ans. Il est l'auteur, en 1999, d'une autobiographie intitulée Kriminaltango : die Geschichte meines Lebens, publiée chez Scherz.

## Œuvres

### Littéraires
- Die Hazy-Osterwald-Show 2. 1968. - 19 S., Rimsting/Chiemsee Ed. Hazyland 1968. (OCLC 165681533)
- Kriminaltango : die Geschichte meines Lebens, Bern : Scherz, 1999.  (ISBN 9783502185307)

### Discographie
- Hazy in Dixie, Hollywood, Calif. : Dot, 1950. (OCLC 36506666)
- Swiss jazz, Chicago, Ill. : Bally, 1956. (OCLC 35669491)
- Das waren Schlager - 1957, Germany : Polydor, 1957. (OCLC 56825691)
- Hazy's nightclub, Germany : Polydor, 1959. (OCLC 35564463)
- Die Hazy Osterwald story, Germany : Polydor, 1962. (OCLC 48614110)
- With love from Mexico, Germany : Polydor, 1970. (OCLC 41151303)
- Swingin' round Switzerland : jazz, swing, blues & boogie made in Switzerland. Berne : Swiss Radio International, 1995. (OCLC 171290258)

## Sources
- (de)  Walter Grieder, Hazy Osterwald Story Musik ist Trumpf, Zürich : Schweizer Druck- und Verlagshaus, 1961. (OCLC 42783487)
- « Hazy Osterwald » (présentation), sur l'Internet Movie Database